# IBM Selectric typewriter

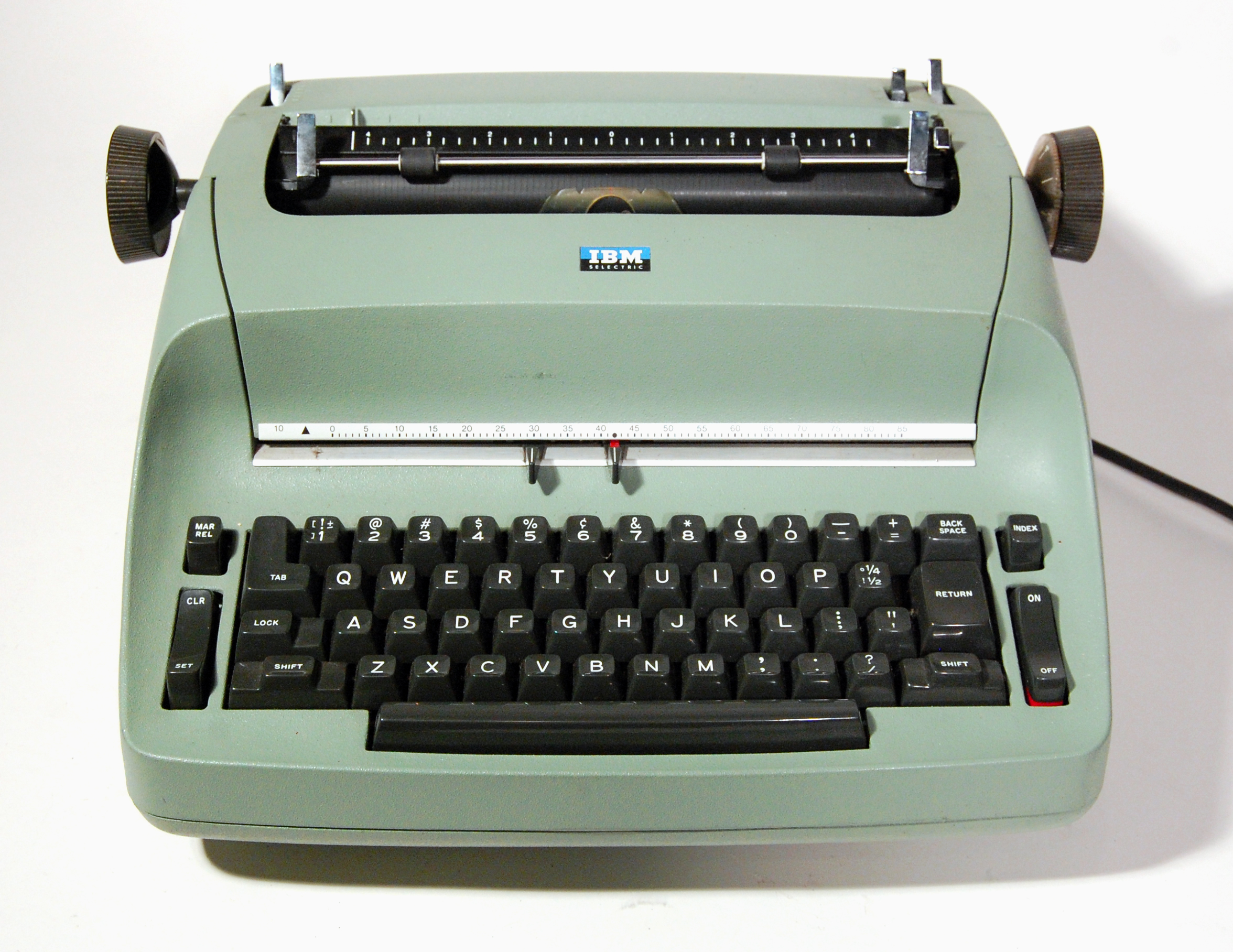
Selectric I

IBM Selectric typewriter（アイビーエム セレクトリック タイプライター）は、IBMが1961年に発表し、アメリカ合衆国で広く普及した電動タイプライター。「Selectric」は「selective（選択式）」と「electric（電動の）」からなる造語である。

## 概要

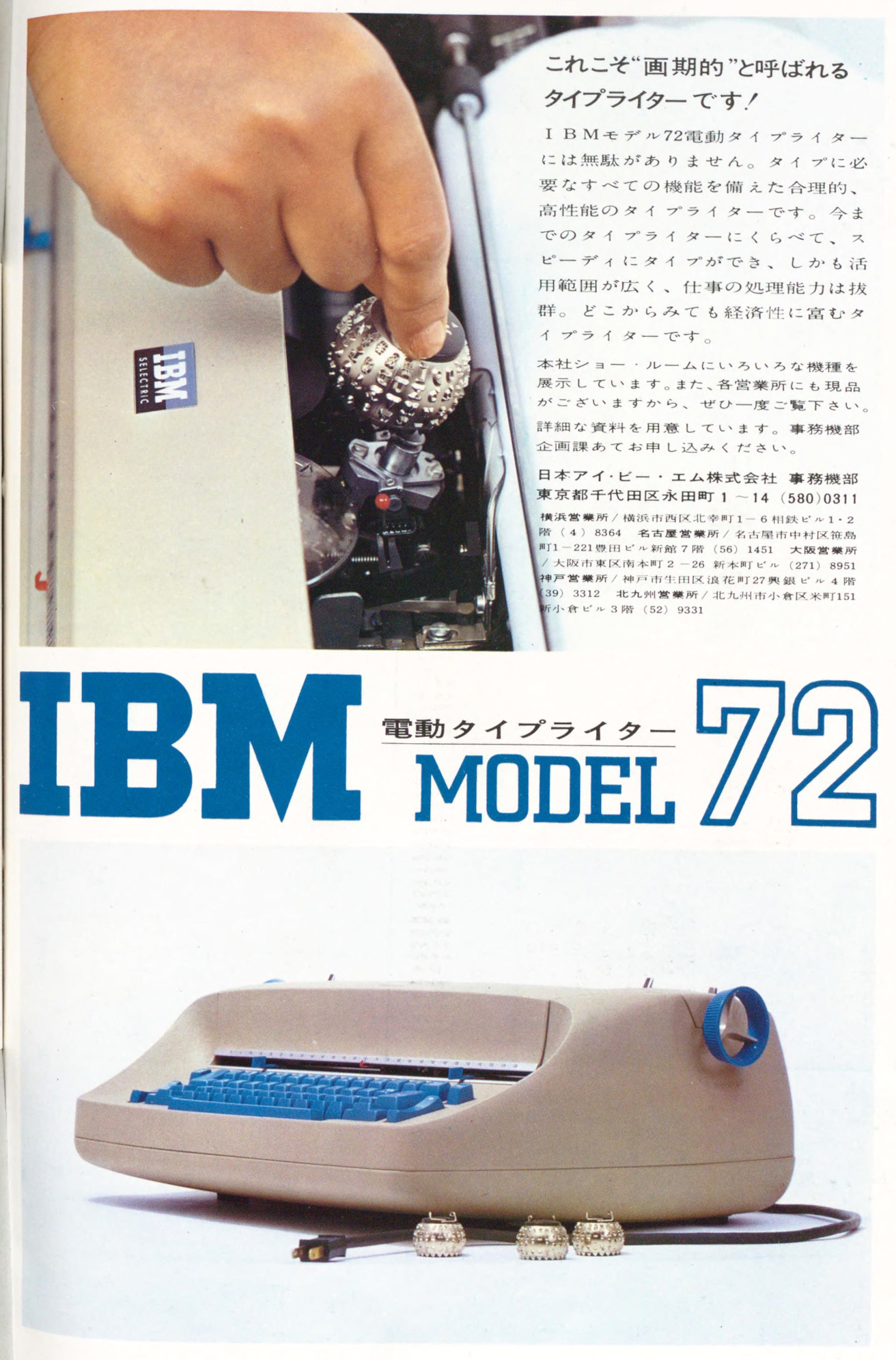
Selectric I（モデル72）の日本語広告

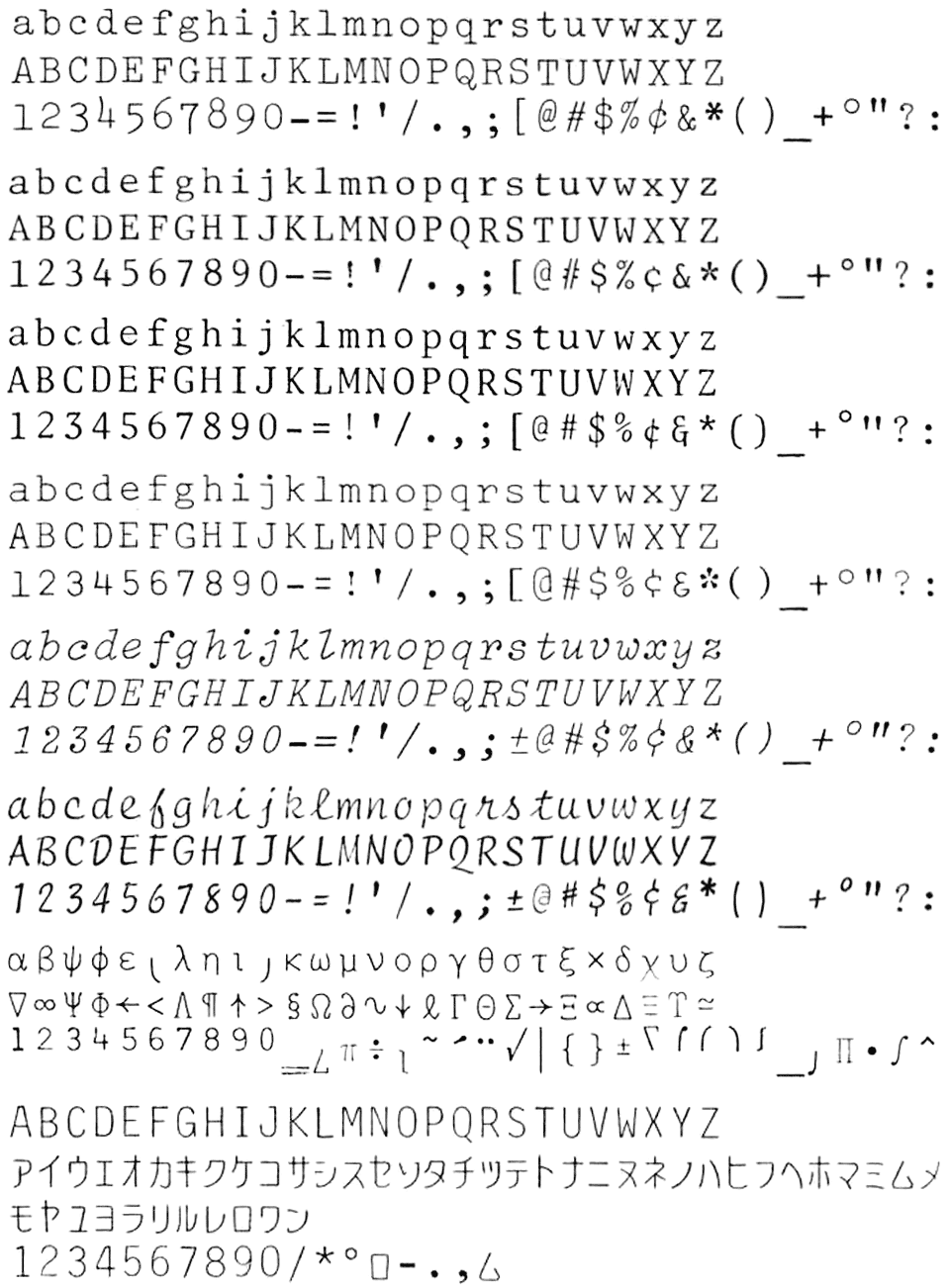
Selectric Iの印字例

従来のタイプライターはタイプバー（印字アーム）が「バスケット状」になっているが、Selectric では中核となる印字部品が「タイピング・エレメント」（タイプボールまたはゴルフボールとも）と呼ばれ、同一の文書の途中でも異なったフォントに変える事ができた。それは19世紀後半にBlickensderfer typewriterによって近代的なタイプライターが登場して以来の、能力の向上であった。
Selectric はまた、従来のタイプライターでのペーパーローラー（プラテン）を使用した移動キャリッジによる紙送りを、タイピング・エレメントとインクリボンが左右に動くメカニズムに置き換えた。Selectricの機構は、タイプする文字を選択するために内部に機械的な二進数符号とウィッフルツリー・リンケージ (whiffletree linkages) という2つの機械的デジタル-アナログ変換器を使用していることで知られる。
Selectricとその後継製品は、後にアメリカ合衆国の業務用電動タイプライター市場で75%のシェアを獲得し、1986年の発売25周年を迎えるまでに累計1,300万台以上が販売された。1984年にIBMはSelectricシリーズをデイジーホイール機構のIBM Wheelwriterに引き継ぎ、1991年にタイプライター事業をレックスマークとして分社化した。

## 開発
従来よりタイプバーの代わりに単一エレメントを用いたタイプライターは低価格製品として存在していたが、実用に足るものではなかった。
1951年、IBMで単一エレメントを用いたタイプライターの研究開発が始められた。初期のプロトタイプは紙の上を移動する八角形の筒型エレメントを使用していた。この時の印字方法は、機械の後ろ側にあるハンマーが紙をインクリボンに押しつけ、紙の前面にあるタイピング・エレメントがこれを受けることで印字されるものであった。この方法はエレメントが大きくなり、印字面が見えない欠点があった。
1954年には球型エレメントを使ったプロトタイプが完成した。最初の球型エレメントは上下が開口したナプキンリングのような形をしていたが、研究を重ねた結果、現在のゴルフボールに近い形になった。
産業デザインはウェスティングハウスやカミンズを担当した著名なアメリカ人デザイナーのエリオット・ノイスが担当した。ノイスはIBMでいくつものデザインプロジェクトを手がけており、1956年にトーマス・J・ワトソン・ジュニアの指示で、IBMで最初のスタイルガイドをポール・ランド、マルセル・ブロイヤー、チャールズ・イームズと共同制作していた。
ノイスは移動キャリッジが付いていないという特徴が強調されるよう、側面の流れるような縁取りや回転用ノブの開口部をデザインした。また、キーの形状は人間工学に配慮するため、タイピストの指の動きをスローモーション撮影して研究した成果を取り入れ、各キーに円筒形の凹みを付けて階段状に配置したステップスカルプチャになっている。

## モデル

### 初代Selectric

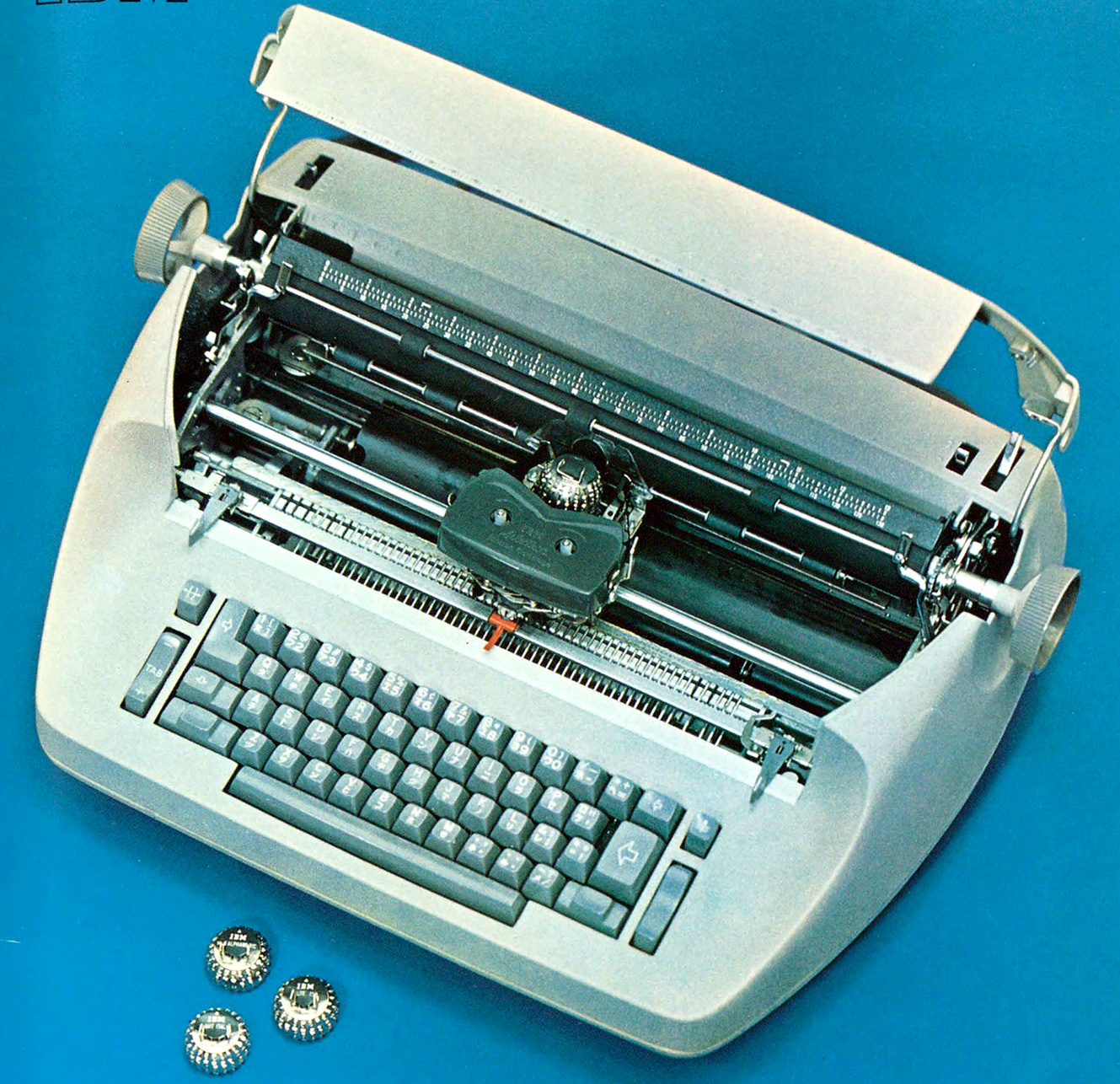
日本市場向けのモデル72 電動カタカナ・タイプライター

Selectric typewriter（日本では「モデル72 電動タイプライター」、以下括弧書きは同様）は1961年7月31日に発表された。
印字速度は公称で最高15.5字毎秒と、従来のIBM電動タイプライターに比べて55%向上した。キャリッジは固定されているため、左右に余分なスペースを取らず、またキャリッジ・リターン時の振動が低減された。印字作動記憶機構により2つのキーがほぼ同時に押されても2番目に押されたキーが記憶されているため、従来のタイプライターで生じたバーのもつれや重ね打ちは発生しなくなった。
初代Selectricにはインクリボンの種類とプラテンのサイズ（印字幅）によっていくつかの機種がある。モデル72はファブリックリボンを使用するのに対し、モデル71はカーボンフィルムリボンを使用する。また、プラテンのサイズは11インチ、13.5インチ、15.5インチの3種類があった。
日本では1963年に日本アイ・ビー・エムより「モデル72 電動タイプライター」として発売された。また、1964年には片仮名のタイピング・エレメントとキー表記を備えた「モデル72 電動カタカナ・タイプライター」が発売された。このタイピング・エレメントは片仮名を収録した代わりにラテン小文字や一部の記号は省かれているが、タイピング・エレメントを英文仕様のものと交換すれば、従来のモデル72と同等の英文タイプライターとして使える。

### Selectric II

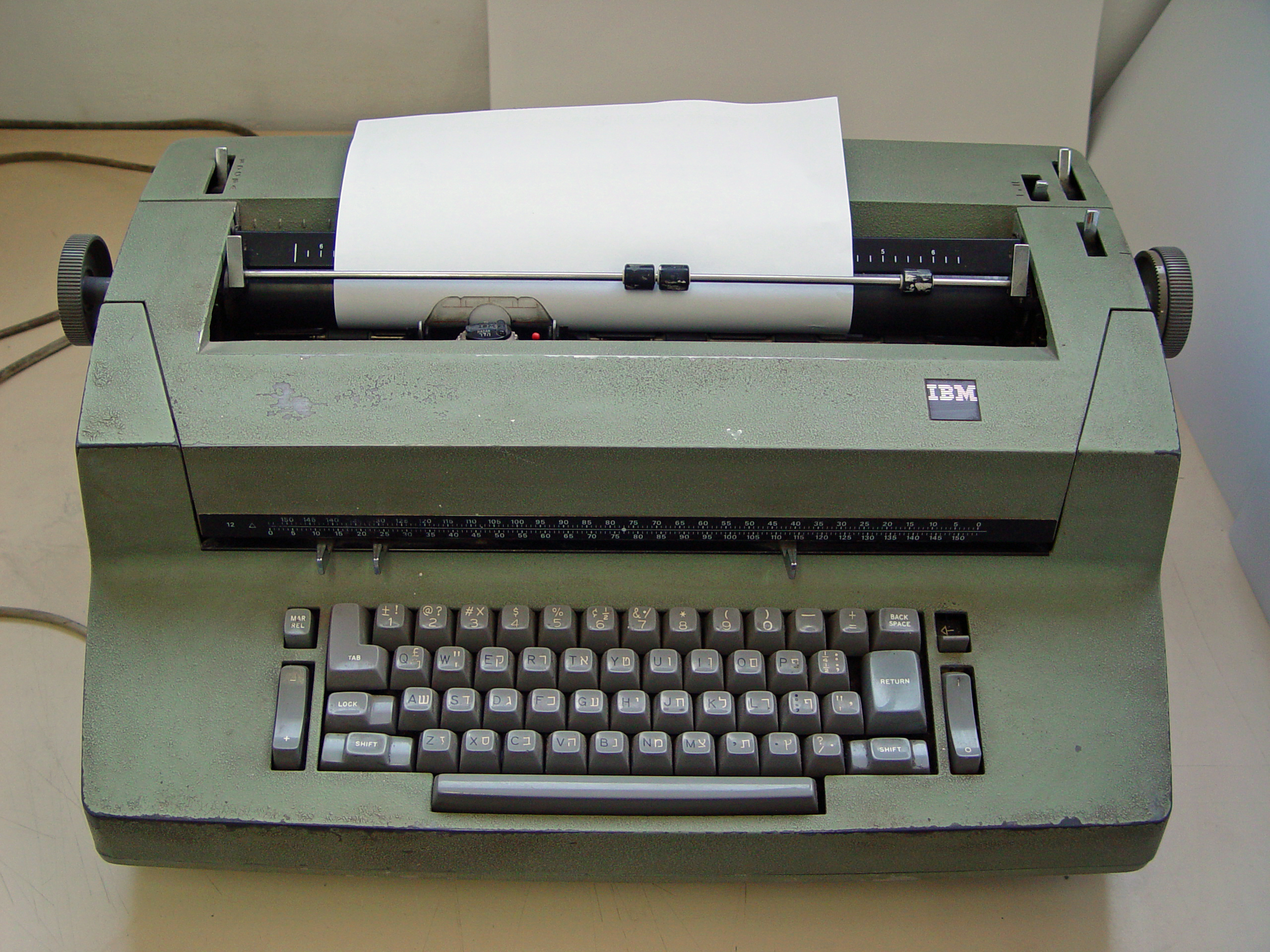
Selectric II （ラテン語/ヘブライ語のデュアル・タイプボールおよびキーボード）

1971年に Selectric II（モデル82 電動タイプライター）が発表されると、初代Selectricは Selectric I と呼ばれるようになった。これらは同じ88字のタイピング部品を持っていたが、以下の点が異なった。
- Selectric I は丸みがかったスタイルだが、Selectric II は比較すると角ばっている。
- Selectric I は1つの固定ピッチだったが、Selectric II はデュアルピッチのオプションにより、インチ当たり 10字から12字の間でピッチを変更できた。各ピッチに合わせたエレメントが提供され、中には12ピッチ（8ポイント）の「Courier 12」と10ピッチ（10ポイント）の「Courier 72」のように、同じフォントでピッチの異なるエレメントが提供された。
- デュアルピッチ付きのSelectric IIでは字間の半分左に字を打ち込むためのレバーがあり、中央揃えや誤字の訂正に使われた。

### Correcting Selectric II

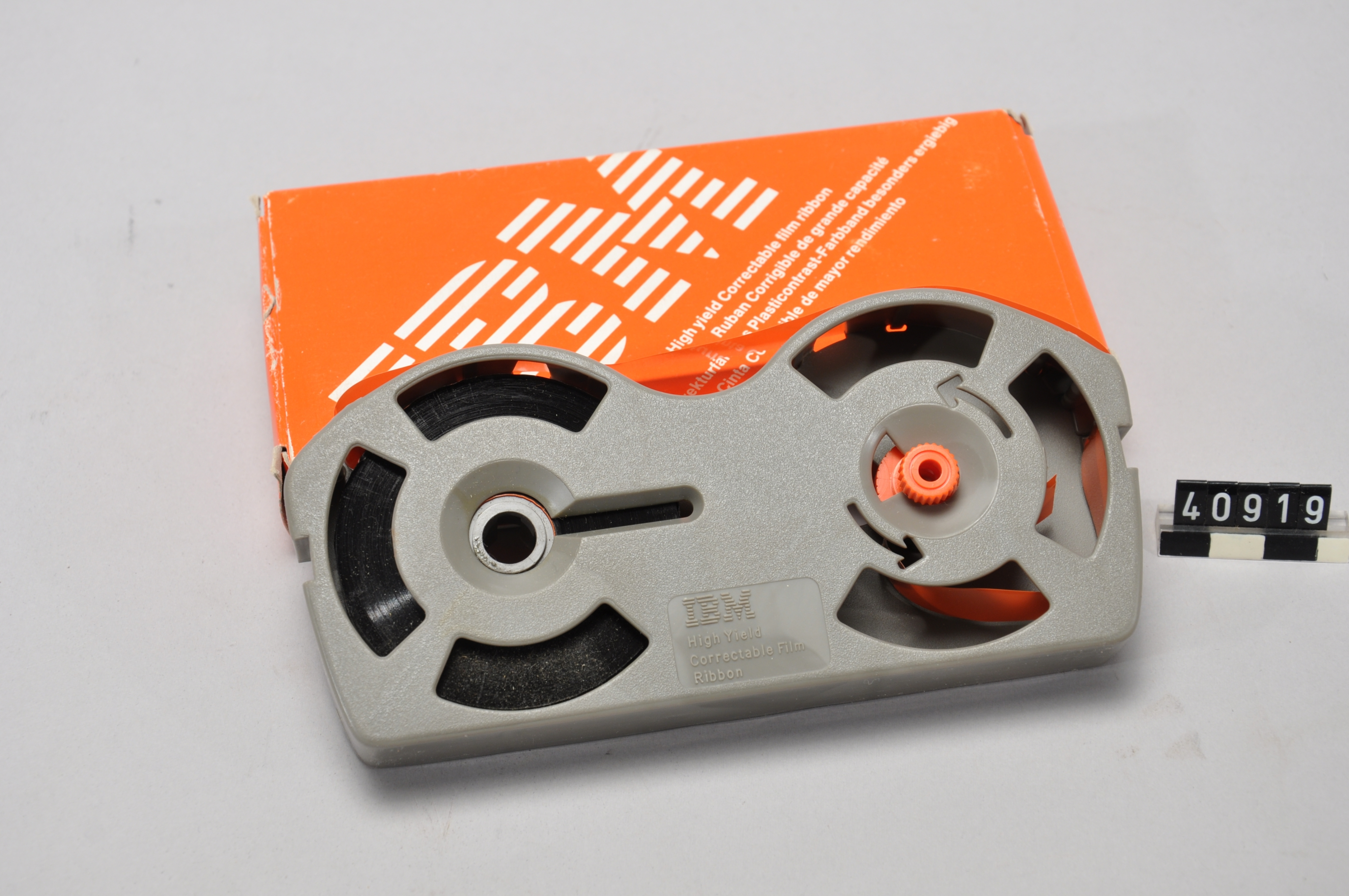
Correctable Film Ribbon

1973年、Correcting Selectric II（モデル82C 電動タイプライター）が発表された。これはSelectric IIに訂正機能を内蔵し、修正テープや修正液、タイプライター訂正機を不要とした。この機種のキャリッジには、メインのタイピング・リボン・カートリッジと訂正リボン用の2つの小さい糸巻きが付いていた。また、新たにコレクタブル・フィルム・リボン（訂正可能なフィルムリボン）が発売された。これによりカーボンフィルムと同等のタイピング品質が得られたが、紙から簡単に消去できるよう作られた顔料を使用していた。
キーボードの右下に追加された訂正キーはキャリッジを1字分前に戻すとともに、通常のリボンの代わりに訂正リボンで次の文字を打つよう切り替わる。タイピストは訂正キーを押して誤字のキーを再度押すことで、紙から字を引き剥がす、または（他の訂正リボンを使うと）白いパウダーで覆われるので、それから正しい字をタイプする。この方法で誤字を何度でも訂正することができるが、タイプされた文字を記憶する機構は備わっていないため、一連の操作は手動で行う必要がある。

### 記憶装置付きの派生機種
IBMは1964年に Magnetic Tape Selectric Typewriter（磁気テープ72 タイプライター）を、1969年に Magnetic Card Selectric Typewriter（磁気カード72 タイプライター）を発表した。それぞれ「MT/ST」「MC/ST」とされることもある。MC/STには IBM 2741 端末を再現または応答コードで動作する「通信」バージョンもあった。これらは電子的なタイピング機構とキーボード、記録や編集、毎秒12から15字での打ち出しに用いる磁気記憶装置（テープカートリッジ、または80字パンチカードと同じサイズで磁気酸化皮膜が施されたプラスチック製カード）を備えている。
1972年には Mag Card “Executive” Typewriter（磁気カード “EXECUTIVE” タイプライター）を発表した。これは従来の（Selectricでない）タイプバー・ベースのExecutiveモデルと同様に可変長（プロポーショナル）間隔を使用しているが、従来機とは異なり、60分の1インチサイズの整数倍で7倍までの字幅をとることができる。Selectric Composerとは異なり、行の割り付けなど整形を支援する機能は持っていない。

### Selectric Composer

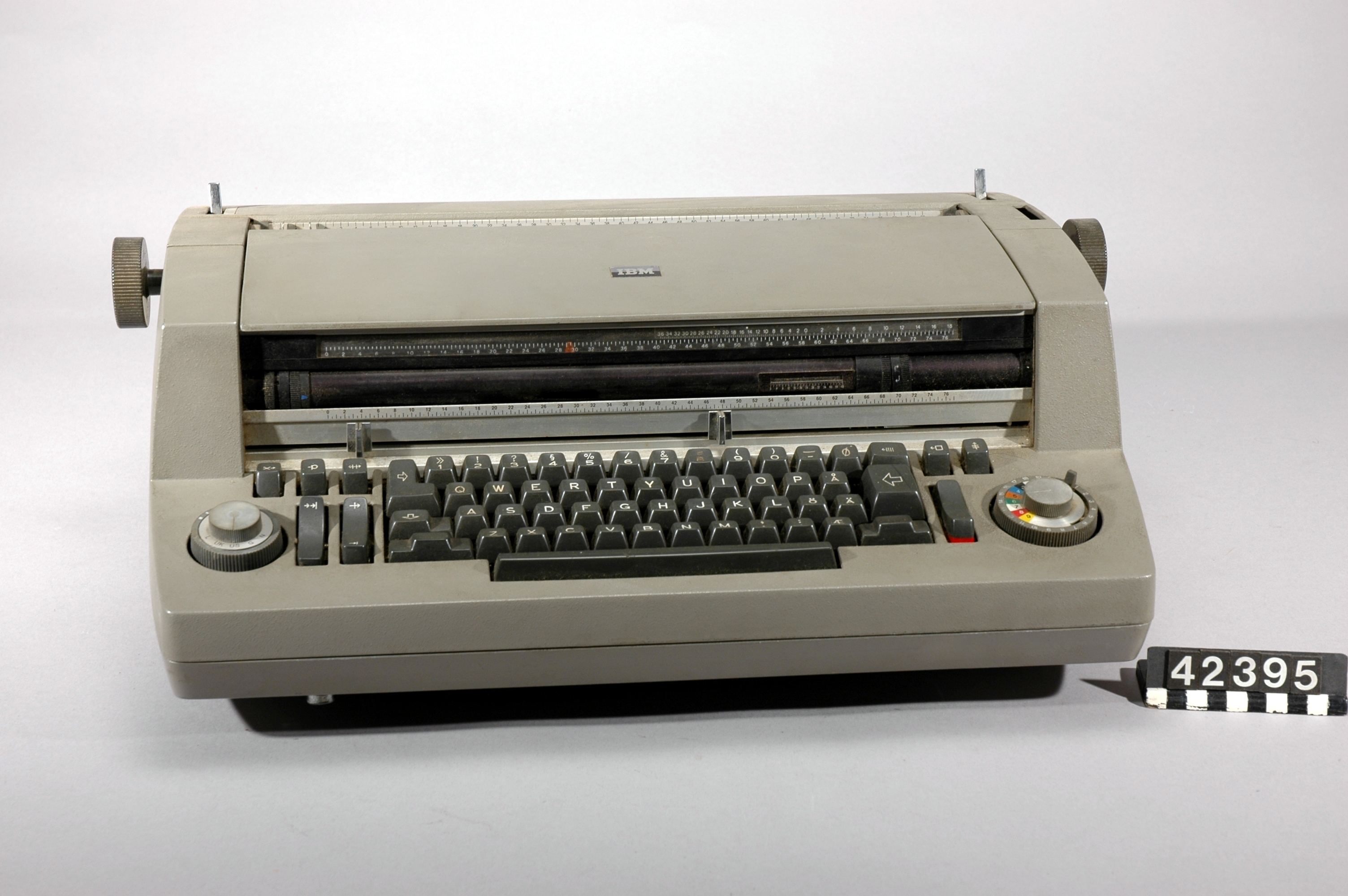
Selectric Composer

1966年、IBMはSelectric Composer（72 植字タイプライター）をリリースした。これは8から14ポイントで様々なスタイルのプロポーショナルフォントを使い、文字揃えした版下原稿を製作することができる。熟練したオペレーターによって精巧に調整されたマシンとバライタ（硫酸バリウムコーティング）紙に打ち出された印刷物は、「プロにしかライノタイプやモノタイプの製品と見分けが付かない」。
フォントはPress Roman、Aldine Roman、Univers、Pyramid、Bodoni Book、Century、Classified News、Journal Romanの8種類がポイントサイズ別に用意され、英語、ドイツ語、ラテン語、フランス語、ノルウェー語の6か国語用に作成されている。
競合機種のVarityperと同様、初代モデルは整形済み文書を出力するのに2回文書をタイプする必要があった。1回目は行の長さや間隔をカウント・計測して、筐体の右側にあるダイヤルの設定を記録する。2回目にオペレーターはダイヤルで各行の割り付けを指示する。この手順は煩雑で時間が掛かるものの、デスクサイズの手頃な価格のマシンで、プロポーショナルフォントの文字揃えした版下原稿を得ることができた。
Selectric Composerのタイピング・エレメントはSelectricやその後継製品へ物理的に取り付けることはできるが、エレメント上の字形や位置が異なるため相互に交換して使用することはできない。
1967年にはMagnetic Tape Selectric Composer（磁気テープ72 植字タイプライター）、1978年にはMagnetic Card Selectric Composer（磁気カード72 植字タイプライター）が登場した。また、1975年に登場したElectronic Composer（電子植字タイプライター）は8,000字を記憶できるメモリーを内蔵しており、後発の磁気カードモデルから外部記憶装置を除いたものと同等である。

### Selectric III

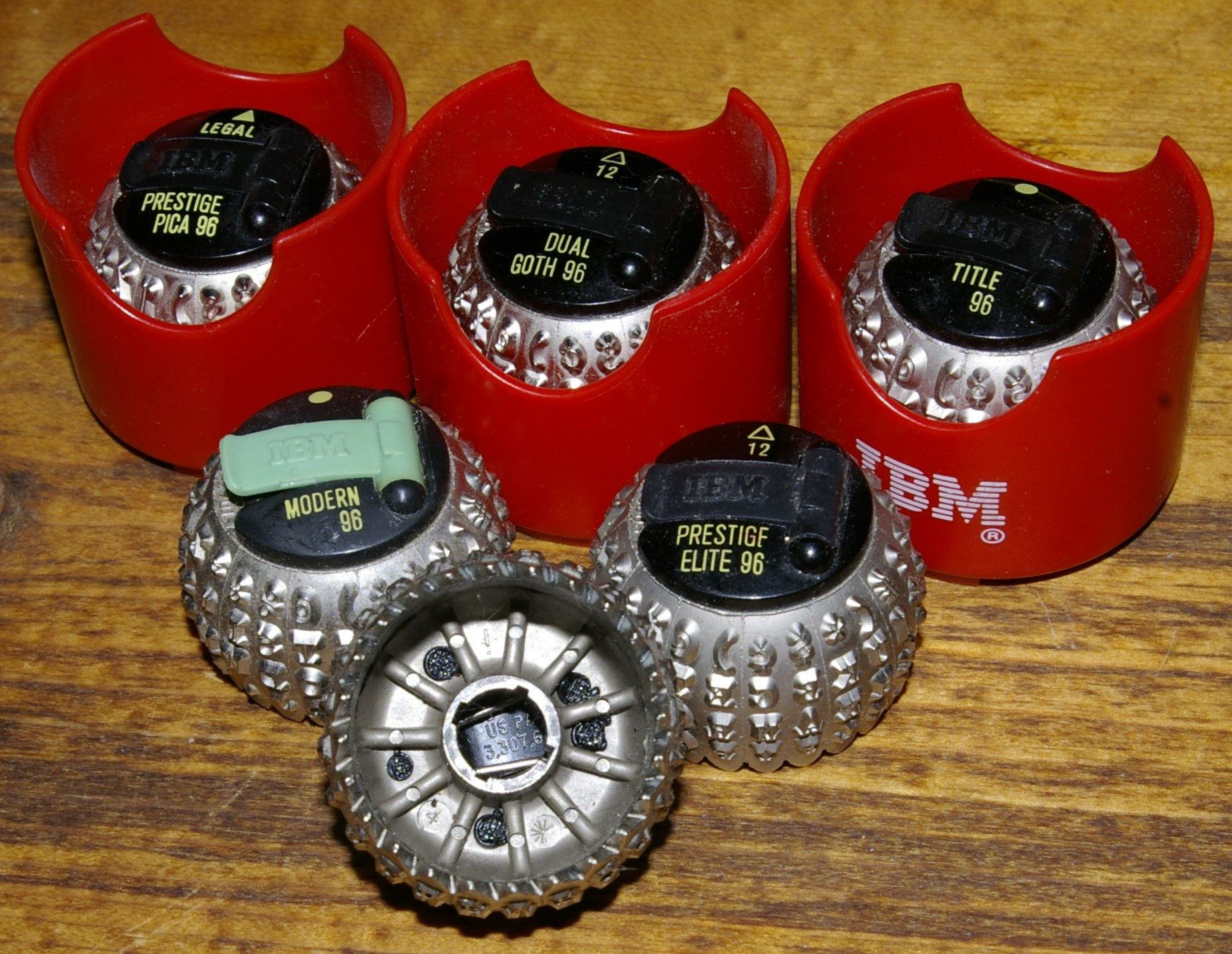
96字仕様のエレメントは名称の刻印が黄色になっている

1980年にIBMは Selectric III やタイプライターを置き換えるワードプロセッサ、植字機を発表した。しかし、この頃になるとSelectricシリーズはもはやタイプライター市場の先駆者ではなくなり、初代モデルのように一世を風靡することはなかった。競合企業からはCRTディスプレイ付きのワードプロセッサがいくつか登場し、IBM自身も1977年にOS/6、1979年にIBM 5520、1980年にDisplaywriterといった英文ワードプロセッサを発売した。
Selectric III はIBMが同年に発表した Electronic Typewriter（電子タイプライター）と同じ96字エレメントを採用している。これは従来機の88字エレメントと機械的に互換性がなく、入れ替えることはできない。